# 中美洲邦联

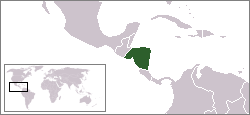
中美洲邦联疆域图

中美洲邦联国旗

中美洲邦联国徽

中美洲邦联（西班牙語：La Confederación de Centro-América或Confederación de Centroamérica）是萨尔瓦多、洪都拉斯和尼加拉瓜于1842年7月17日正式建立的一个邦联，其目的是统一三国在某些政策上的立场，设立统一的对外代表机构，并建立统一的行政、立法和司法机构。
中美洲邦联成立初期，任命安东尼奥·何塞·卡尼亚斯为最高代表，作为邦联的领袖，但各成员国仍保留各自的国家元首，最高代表拥有的实际权力几乎为零。
弗鲁托·查莫罗是中美洲邦联最后一任最高代表。由于各成员国内部保守派与自由派政府之间的矛盾和对立，该邦联在1845年中期事实上解体。